# Albert John Cook
Pour les articles homonymes, voir Cook.
 (janvier 2020).
Si vous disposez d'ouvrages ou d'articles de référence ou si vous connaissez des sites web de qualité traitant du thème abordé ici, merci de compléter l'article en donnant les références utiles à sa vérifiabilité et en les liant à la section « Notes et références ».
Albert John Cook est un naturaliste américain, né le 30 août 1842 à Owasso, Michigan et mort le 29 septembre 1916 dans cette même ville.

## Biographie
Il étudie l’agriculture et la biologie au Michigan Agricultural College. Il y reçoit son Bachelor of Sciences en 1862 et son Master of Sciences en 1864. Il poursuit ses études à Harvard sous la direction de Louis Agassiz (1807-1873) et d'Hermann August Hagen (1817-1893). En 1867, Cook devient instructeur de mathématiques et commence à enseigner l’entomologie durant un semestre.
Cet enseignant enthousiaste constitue une grande collection d’insectes avec l’aide de ses étudiants et de collecteurs dans divers endroits des États-Unis. Il s’intéresse aussi aux problèmes agricoles. Cook réalise ainsi une émulsion de savon et de kérosène en 1877, invention  dont Charles Valentine Riley (1843-1895) revendiquera la paternité. Plus tard, Leland Ossian Howard (1857-1950) déterminera que le véritable découvreur de cette technique est un certain Henry Bird de Newark dans le New Jersey.
En 1880, Cook introduit l’utilisation du vert de Paris pour contrôler les populations de la carpocapse des pommes et des poires, un papillon de la famille des Tortricidae, redoutable ravageur.
En 1876, il fait paraître Manual of the Apiary dont la popularité est telle qu’il connaît dix-neuf éditions jusqu’en 1910, représentant 21 000 exemplaires. Il participe à la fondation de l’American Association Economic Entomologists, il assure la seconde vice-présidence auprès de Stephen Alfred Forbes (1844-1930) comme premier vice-président, et la première vice-présidence en 1889-1890 avec C.V. Riley comme président.
En 1894, il quitte le Michigan pour devenir professeur de biologie au Pomona College dans le sud de la Californie. Avec Charles Fuller Baker (1872-1927), il organise un dynamique département de biologie et d’entomologie. Il apporte son aide aux producteurs de fruits de l’État : il organise notamment 89 clubs de fermiers dans les comtés du sud. Il leur assure une assistance téléphonique, une assurance, des coopératives et l’étude scientifique de leurs problèmes agricoles. Il joue un rôle important en 1912 lors du vote de la loi établissant un système de quarantaine pour les importations. Il fait paraître des centaines d’articles dans diverses revues agricoles.
Il joue un rôle important tant comme professeur — Edward Oliver Essig (1884-1964) sera l’un de ses élèves — que comme responsable du financement de diverses publications : Journal of Entomology, Journal of Economic Botany et Report of the Laguna Beach Marine Laboratory.
Sa bibliothèque, à laquelle a été ajoutée celle de C.F. Baker, a été léguée au Pomona College et est aujourd’hui connue sous le nom de Bibliothèque Cook-Baker.